# 토미 라이언 (1893년)
토미 라이언(Tommy Ryan, 1893년 1월 23일 ~ 1980년 2월 29일)은 예비역 아일랜드 육군 준장 출신의 아일랜드 외교관 겸 정치가였다.

## 생애

### 어린 시절
영국 식민지 시대 아일랜드 티퍼레리 주 터브리드에서 출생하였고 지난날 한때 영국 잉글랜드 런던에서 잠시 유아기를 보낸 적이 있으며 그 후 영국 식민지 시대 아일랜드 메이요 주 크로스 오모라이나에서 잠시 유년기를 보낸 적이 있는 그는 원래 이름이 토머스 라이언(Thomas Ryan)이었지만 1898년 토미 라이언(Tommy Ryan)으로 개명하였다.

### 28년간 육군 군관 복무
그는 1912년에서 1940년까지 육군 군관으로 복무하였다.

### 1940년 육군 준장 예편 이후
1차 대전과 아일랜드 독립 전쟁에 참전하였고 2차 대전 참전 중 아일랜드 정부(아일랜드 하이드 정권)의 요구로 인하여 결국 1940년 아일랜드 육군 준장 계급으로 예편하여 1940년에서 1941년까지 아일랜드 대통령 비서실 예하 국방과학개혁특보비서관 직에 입각하였는데 그 후 1941년에서 1944년까지 3년 3개월간 하이드 아일랜드 대통령의 국방내무행정분과비서관 직무를 하였다.
그 후 1945년 8월 15일을 기하여 2차 대전이 종전되자 미국과도 모종의 친분을 갖던 그는 1948년 1월 8일 이후 미 군정 남조선 과도정부 서울 미군정청에서 존스 키섬(Johns Kissum)이라 지칭되었고 한 달 지난 1948년 2월 15일을 기하여 남조선 과도정부 서울 미군정청 예방(禮訪) 시절 나향욱(羅珦栯)이라는 한국어 이름을 사용키도 하였으며 아직 남조선 과도정부 시대 서울에 남아 있었던 조카 토머스 대니얼 라이언(Thomas Daniel Ryan)과 함께 1948년 3월 2일을 기하여 대한민국을 떠나게 되어 출국 후 그 해(1948년) 3월 중순, 아일랜드 수도 더블린에 도착하여 그 후 더블린에 사실상 영구 정착하였다.